# Baeotendipes ovazzai
Baeotendipes ovazzai är en tvåvingeart som först beskrevs av Freeman 1957.  Baeotendipes ovazzai ingår i släktet Baeotendipes och familjen fjädermyggor. Inga underarter finns listade i Catalogue of Life.